# Отто Тіеф
Отто Тіеф (ест. Otto Tief; 14 серпня 1889, Сільдема, поблизу Раппеля, Естляндська губернія, Російська імперія — 5 березня 1976, Ахья, Пильваський район, ЕРСР, СРСР) — естонський військовик і політик, за сучасною офіційною естонською точкою зору, останній законний прем'єр-міністр Естонії (1944) до відновлення у 1991 році її державності.

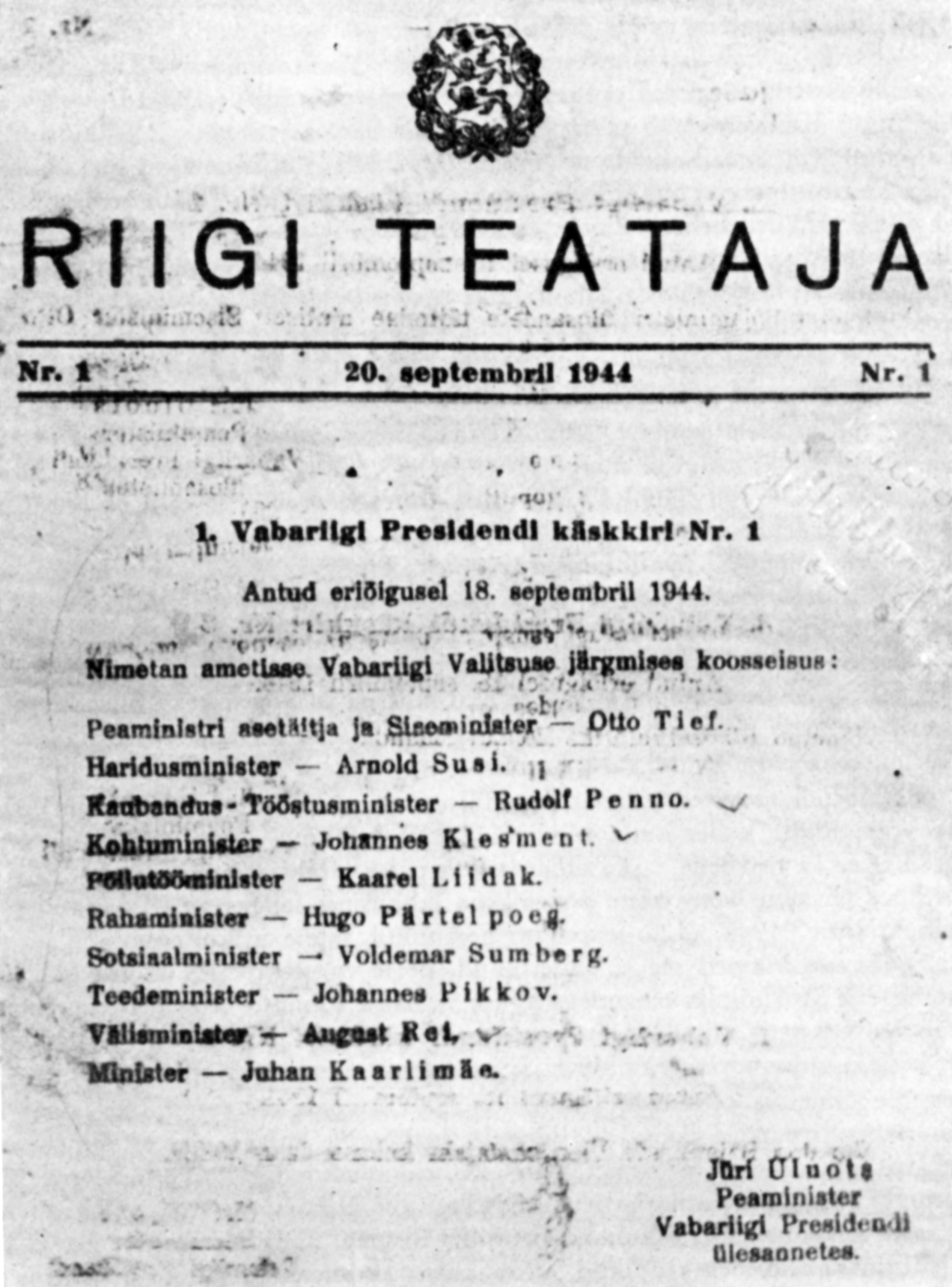
Склад уряду Естонії на чолі з Отто Тіефом, затвердженого 18 вересня 1944 року, був опублікований в офіційному виданні уряду «Riigi Teataja».

## Біографія
Народився у хуторі Сільдема, поблизу Раппеля (нині у Раплаському повіті Естонії), у сім'ї селян.
Працював землеміром, потім навчався на юридичному факультеті Петроградського університету (1910—1916), у 1916 році закінчив тимчасову військово-інженерну школу. Служив у званні прапорщика у 10-му понтонному батальйоні на Ризькому фронті (1917—1918).

### У роки першої Естонської Республіки 1918—1940
У 1917—1918 роках брав участь у формуванні Збройних сил Естонії. Під час Визвольної війни Естонії дослужився до звання капітана.
У 1926—1929 роках був депутатом Державних зборів III скликання.
З серпня 1926 року до березня 1927 року обіймав посаду міністра праці та соціального забезпечення у другому кабінеті Яана Тееманта, з березня по грудень 1927 року — міністр юстиції у третьому кабінеті Я. Тееманту.
Починаючи з 1928 року працював присяжним повіреним і юрисконсультом Земельного банку у Таллінні.
У 1932—1937 роках — депутат Державних зборів V скликання від Об'єднаної аграрної партії (фактично Держзбори не скликали після 2 жовтня 1934 року).

### Діяльність під час німецької окупації 1941—1944
Першого року німецької окупації Естонії під час Другої світової війни працював юрисконсультом Земельного банку. У березні 1944 року увійшов до Національного комітету Естонії, а з серпня до вересня 1944 року очолював його.

### Уряд Отто Тіефа
18 вересня 1944 року очолив Уряд Естонської Республіки, який увійшов в історію Естонії як Уряд Отто Тіефа, він проіснував два дні у період між відступом німецьких військ з Таллінна та його заняттям радянськими військами.
У сучасній естонській історіографії уряд Отто Тіефа розглядається як законний уряд Естонії.

### Отто Тіеф за радянських часів (1944—1976)
10 жовтня 1944 року заарештовано НКВС. 3 червня 1945 засуджений Військовою колегією Верховного суду СРСР до 10 років ув'язнення.
Після відбуття ув'язнення у Казахстані повернувся до Естонії у 1955 році. У 1958 році після відмови співпрацювати з КДБ був змушений залишити батьківщину й оселився у родичів у місті Моспіне (Донецька область). Проживаючи в Україні Тіеф відвідував Естонію щоліта, за що неодноразово викликався для розгляду у КДБ, де йому було запропоновано дозвіл на виїзд до Швеції в обмін на згоду співпрацювати з радянськими спецслужбами.
З 1965 року проживав у прикордонному з Естонією латвійському місті Айнажі, де до початку 1920-х років превалювало естонське населення. В останній рік життя повернувся до Естонії, де лікувався у лікарні селища Ахья, в якій помер 5 березня 1976 року. Похований у Таллінні на цвинтарі Метсакальмісту.

## Сім'я
У 1927 році одружився з Емілією Кунтлер; мав чотирьох дітей: син Яан і доньки Ліліан, Астрід-Анк і Тійу.

## Вшанування
У лютому 2007 року Рійгікогу вирішив вшановувати діяльність уряду Тіефа, проголосивши 22 вересня щорічний «День опору». 22 вересня 1944 року, кілька днів після відходу окупаційних військ нацистської Німеччини, вдерлася Червона Армія, захопивши адміністративний центр Таллінна, зірвала національний прапор Естонії та замінила його червоним прапором, символом радянської окупації.